# Arboys en Bugey
Arboys en Bugey község Franciaország Auvergne-Rhône-Alpes régiójában, Ain megyében. Új községként 2016. január 1-jén jött létre Arbignieu és Saint-Bois egyesítésével. A két korábbi település delegált község státusszal az új község része lett. Lakosainak száma 688 fő (2022. január 1.).

## Népesség
| Lakosok száma | 644  | 647  | 650  | 663  | 667  | 688  |
|               | 2017 | 2018 | 2019 | 2020 | 2021 | 2022 |